# Chrysometa chipinque
Chrysometa chipinque là một loài nhện trong họ Tetragnathidae.
Loài này thuộc chi Chrysometa. Chrysometa chipinque được Herbert W. Levi miêu tả năm 1986.